# Alexandrina Maria da Costa
Alexandrina Maria da Costa (30. března 1904, Balazar – 13. října 1955, Balazar) byla portugalská mystička a členka Salesiánů spolupracovníků. Katolická církev jí uctívá jako blahoslavenou.

## Život
Narodila se 30. března 1904 ve farnosti (freguesia) Balazar v Póvoa de Varzim. Otec opustil rodinu když byla velmi malá. Do školy chodila jen osmnáct měsíců a v 9 letech byla poslána pracovat na farmu. Později začala pracovat se svou sestrou jako švadlena v Balazaru.
Když ji bylo 14 let její bývalý zaměstnavatel se spolu s dalšími dvěma muži pokusil vloupat do jejího pokoje, aby ji znásilnili. Aby jim Alexandrian utekla, skočila z okna (4 m vysoké) a málem nepřežila. Utrpěla zlomeniny páteře. Až do svých 19 let se dokázala dostat shrbená do kostela, kde se modlila. Během prvních let utrpení se modlila k Panně Marii aby ji vyléčila. Postupem času utrpěla celkové ochrnutí, které ji roku 1925 připoutalo na lůžko.
Místní farář jí na měsíc květen zapůjčil sošku Neposkvrněné srdce Panny Marie. Alexandrina požádala upevnit malý oltář nad její postelí, kde se nacházela soška Panny Marie Fatimské a byl ozdoben květinami a svíčkami.
V červnu 1938 na základě žádosti jejího zpovědníka Mariana Pinha napsalo několik portugalských biskupů papeži Piovi XI., aby svět zasvětil Neposkvrněnému srdci Panny Marie. Tato žádost byla několikrát zaslána a to až do roku 1941, kdy Svatý stolec třikrát požádala informace o Alexandrině prostřednictvím arcibiskupa z Bragy Antónia Bento Martins Júniora.
Začátkem března 1939 se papežem stal kardinál Eugenio Pacelli, který přijal jméno Pius XII. Dne 31. října 1942 oficiálně zasvětil svět Neposkvrněnému srdci Panny Marie.
Po prosinci 1938 si Alexandrina pravidelně dopisovala s Lúciou dos Santos.
Podle její vatikánské biografie od března 1942 až do své smrti, nepřijímala žádné jídlo kromě svaté eucharistie a její hmotnost klesla na asi 33 kilogramů. Byla vyšetřena lékaři avšak bez závěru.
Na základě rady kněze si její sestra vedla deník Alexandriných slov a mystických zážitků. Měla několik zjevení Ježíše, který ji např. řekl že „Velmi zřídka se ti dostane útěchy... Chci, aby tvoje srdce bylo naplněno utrpením a na tvých rtech byl úsměv“.
Roku 1944 vstoupila k Salesiánským spolupracovníkům a nabídla své utrpení za spásu duší a za posvěcení mládeže.
Zemřela 13. října 1955 v Balazaru ve věku 51 let.

## Proces blahořečení
Dne 14. ledna 1967 byl v arcidiecézi Braga zahájen její proces blahořečení. Dne 12. ledna 1996 podepsal papež Jan Pavel II. dekret o jejích hrdinských ctnostech, čímž ji prohlásil za ctihodnou.
Dne 20. prosince 2003 uznal papež Jan Pavel II. zázrak uzdravení na její přímluvu. Blahořečena byla 25. dubna 2004.